# ان‌جی‌سی ۲۵۸
ان‌جی‌سی ۲۵۸ (انگلیسی: NGC 258) نام یک کهکشان در صورت فلکی آندرومدا است.